# 陕西省铁路集团
陕西省铁路集团有限公司是由中国陕西国资委出资，陕西省交通运输厅管理的一间省属国有企业。主要职责是筹措铁路建设资金，推进高速铁路、骨干铁路项目建设，规划、建设、管理地方铁路，开发利用铁路沿线资源。
2022年8月9日，陕西省铁路集团有限公司和西安市轨道交通集团有限公司合并组建为陕西轨道交通集团有限公司，由陕西省国资委和西安市国资委履行出资人职责。

## 城际铁路

### 运营项目
西安北至机场城际轨道项目由《西安咸阳国际机场总体规划（2016）》批复实施，已于2019年9月开通。